# Club Deportivo Toledo "B"
Club Deportivo Toledo, S.A.D. "B" es el equipo filial del C. D. Toledo, un equipo de fútbol español de Toledo, en la comunidad autónoma de Castilla-La Mancha. Fundado en 2007, juega en Tercera División–Grupo 18 y disputa los partidos como local en el Estadio Salto del Caballo, con una capacidad 5,300 espectadores.
El uniforme consta de camisas verdes y pantalones blancos.

## Temporadas
| Temporada | Nivel | División      | Posición |
| --------- | ----- | ------------- | -------- |
| 2007/08   | 7     | 2ª Aut.       | 1.º      |
| 2008/09   | 6     | 1ª Aut.       | 3.º      |
| 2009/10   | 5     | 1ª Aut. Pref. | 17.º     |
| 2010/11   | 6     | 1ª Aut.       | 4.º      |
| 2011/12   | 6     | 1ª Aut.       | 6.º      |
| 2012/13   | 6     | 1ª Aut.       | 3.º      |
| 2013/14   | 5     | 1ª Aut. Pref. | 2.º      |
| 2014/15   | 4     | 3.ª           | 12.º     |
| 2015/16   | 4     | 3.ª           | 11.º     |
| 2016/17   | 4     | 3.ª           | 17.º     |
| 2017/18   | 5     | 1ª Aut. Pref. | 12.º     |
| 2018/19   | 5     | 1ª Aut. Pref. |          |